# Lom Dubová
Bývalý žulový lom Dubová se nalezá ve vesnici Dubová u Miřetic. V lomu se těžila ve 2. polovině 19. století místní žula. Lom tehdy poskytoval zdroj obživy většině tehdejších obyvatel vesnice. V současné době je lom zatopený a slouží zejména k rekreaci a potápění.

## Galerie

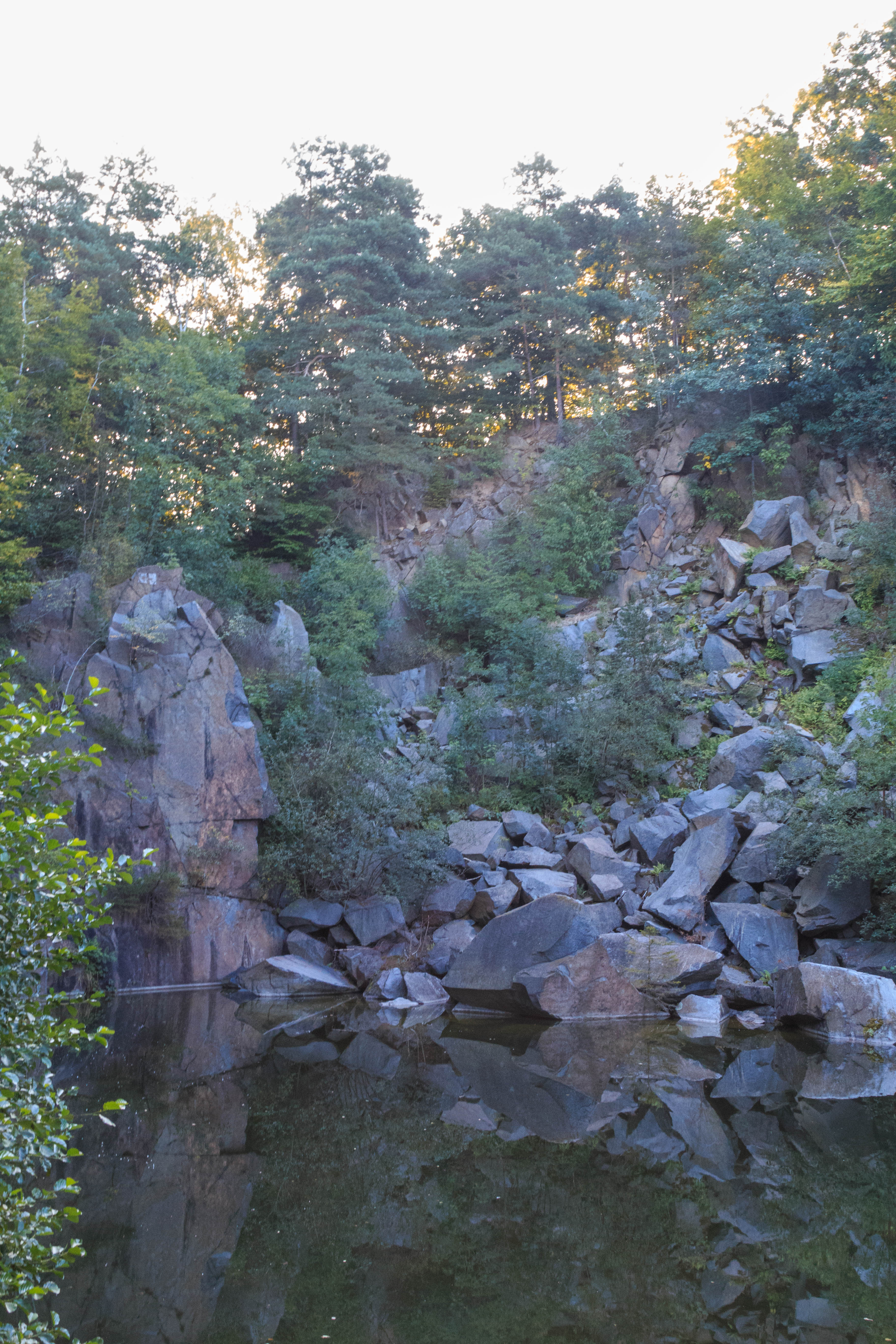
Lom Dubová
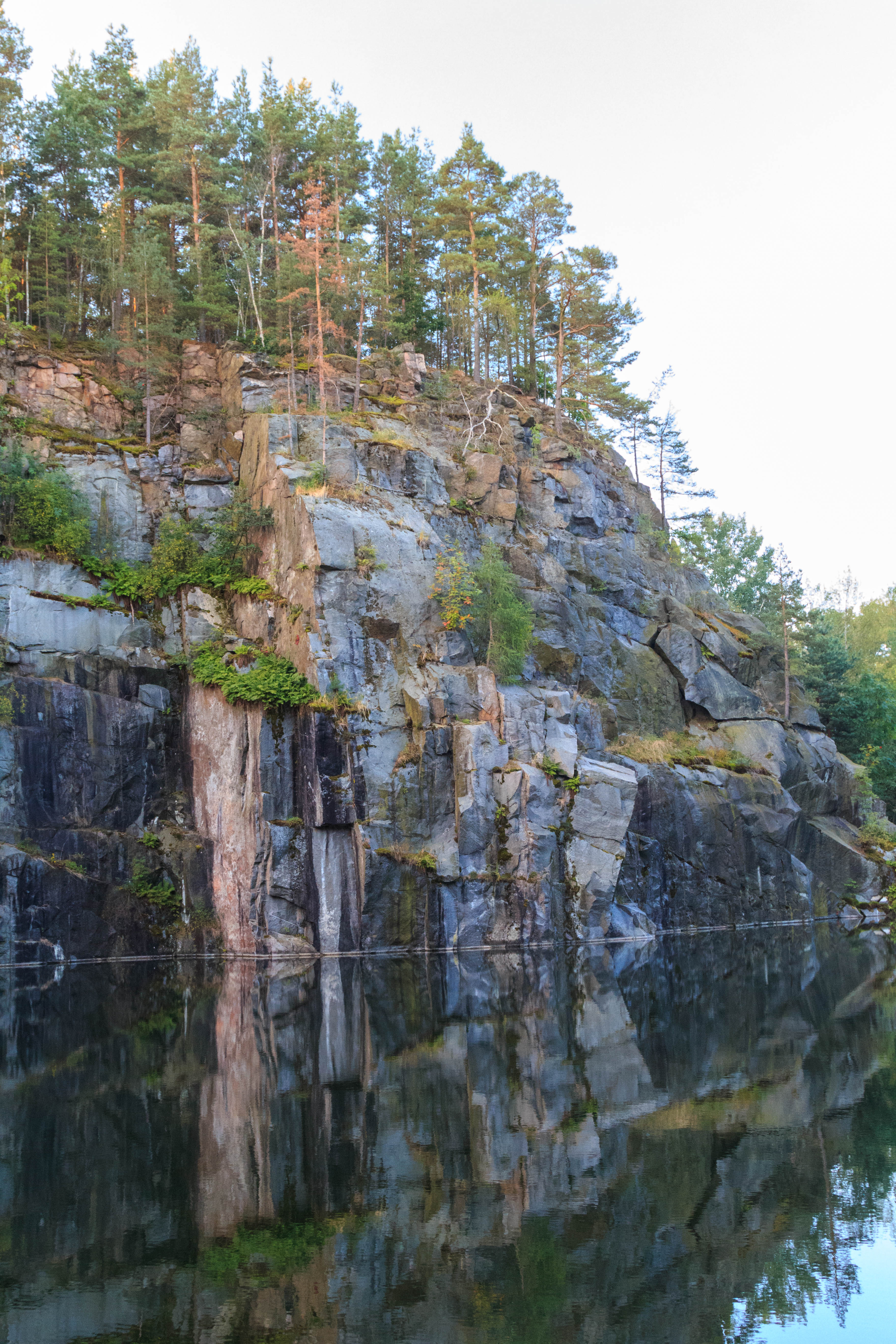
Lom Dubová
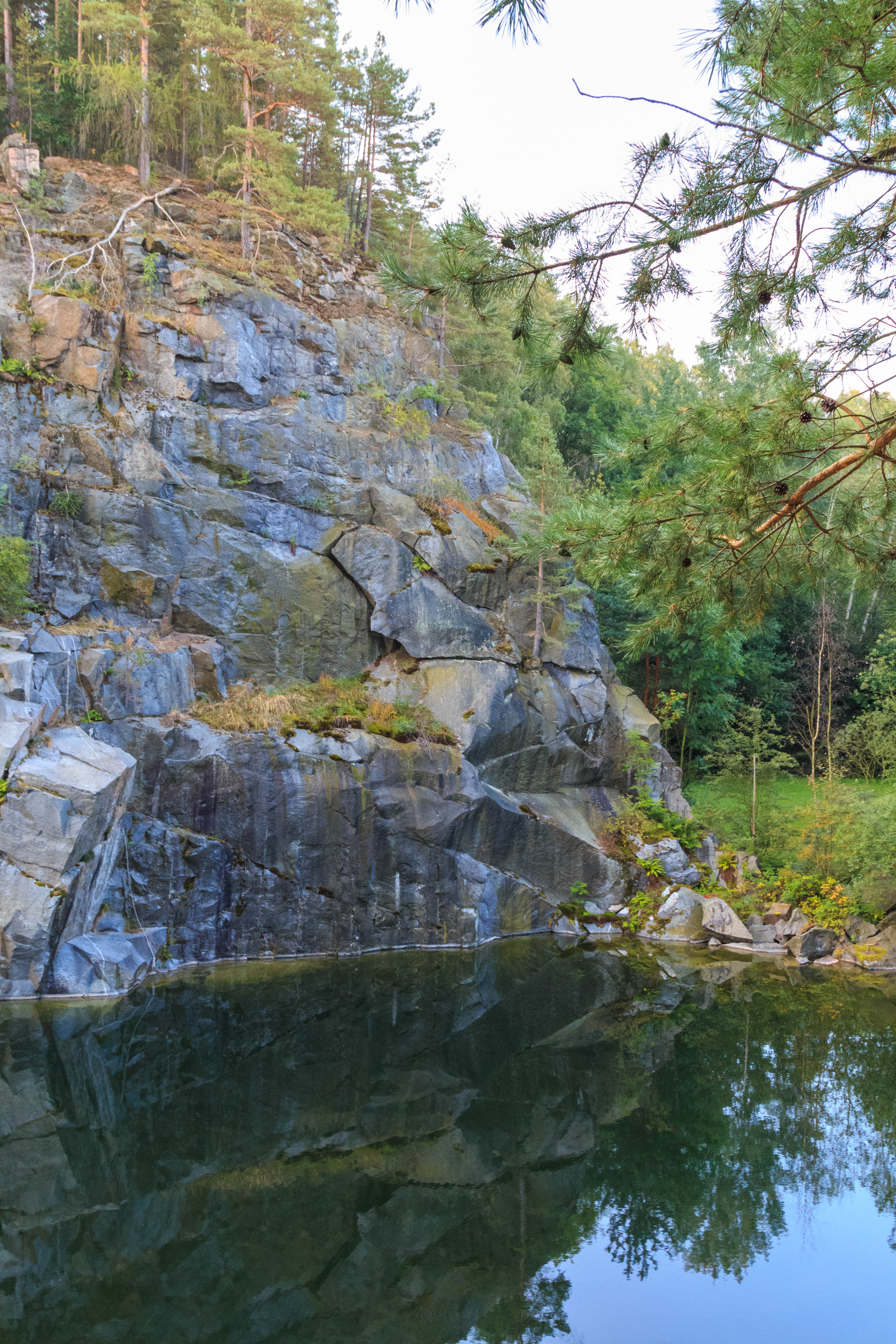
Lom Dubová
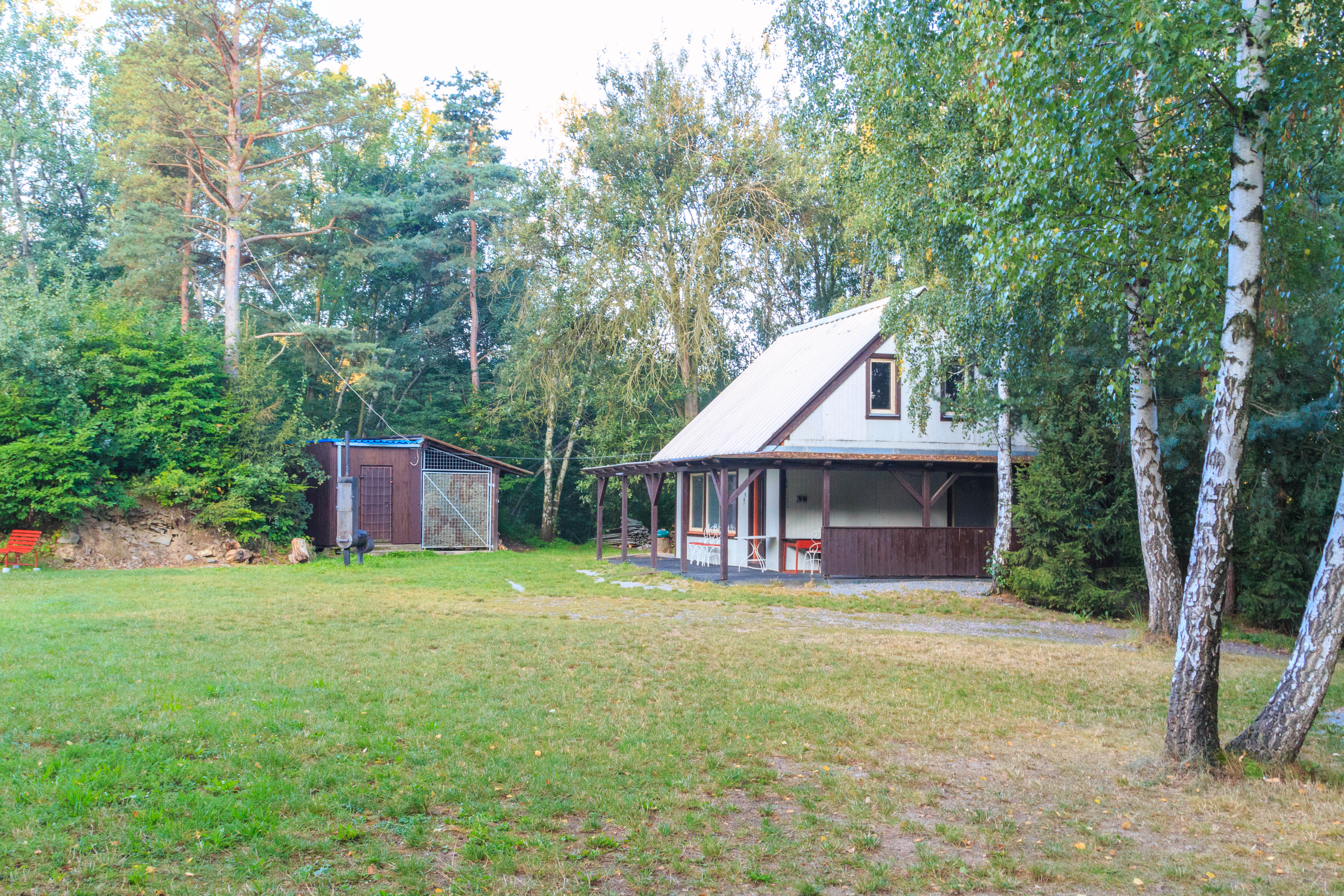
Lom Dubová - klubovna potápěčů